# 人中之龍2
《人中之龍2》是SEGA在2006年12月7日在PlayStation 2上所發售的遊戲。為《人中之龍》的續篇。2017年12月7日在PS4平台推出本作的重製版《人中之龍 極2》。

## 概要
故事為《人中之龍》一年後。這次的舞台不但有前作東京歌舞伎町，並且擴大舞台到大阪道頓堀及新世界。這次遊戲的主要戰鬥系統，能從前方拉到後方作360°的全方位攻擊，另外武器及極道技的種類也都大幅增加。
小遊戲除了前作的棒球打擊場之外、還加入了高爾夫・保齡球等運動項目，而且還能在裡面享受到遊玩將棋、麻將及柏青嫂的樂趣，超越了只是玩免費小遊戲的階段。另外前作大受好評的酒店嬢也增加到十個人，在她們下班後還能享受到與她們約會的樂趣。
本作的PS2版本銷量突破100萬。並在2007年度的日本遊戲大賞得到優秀賞的肯定。

## 故事大綱
從東城會的「消失的一百億事件」的一年後，桐生和由美的女兒遙一直過著平凡安穩的日子。
但是近江連合瞄準了已經弱化的東城會，為了順利將其合併並進軍關東地區而不停準備著。作為第五代會長的寺田為了渡過這個危機，特地與桐生商量，但是卻遭到近江連合的刺殺而倒下。
於是桐生繼承寺田的意志，為了拯救東城會而返回神室町。然後親自將寺田所託付的書信送到關西的近江連合那邊，試圖阻止兩者相爭並希望和平解決衝突，但在那裡卻被人稱「關西之龍」的近江連合直參鄉龍會會長——鄉田龍司阻攔。
在過程中，還遇到大阪的女警狹山薰，因要調查小時候的身世，自行推薦為桐生進行貼身保護，並且跟著桐生調查所有的真相。
另外在東城會中還有一個長久以來一直被隱藏的「不能說出的事件」，在經過二十多年後，敵人私底下的復仇也同時進行著。
最後能制霸神室町的究竟會是關東，還是關西？而企圖在幕後操控這一切的黑手究竟是誰？桐生與龍司的雙龍之戰中，誰又能成為真正的「傳說之龍」？

## 劇中主要用語
大阪之城
並非是知名的大坂城，在遊戲中所指的是千石組的根據地。當一開始出現時是大坂城先分開成兩半，接著從地上升起另一座金色的大坂城。外壁為純金製，城内有忍者和鎧武者常駐著，裡面還養了兩隻老虎，是以《風雲!たけし城》（台譯：《百戰百勝王》）為原型來炫耀其近幾乎不合理的樣子。
真拳（ジングォン）派
韓國人的海外黑幫組織。被堂島宗兵評為有著「不可小覷」的實力，並且還有著做事旁若無人和可怕的殘暴性。20幾年前的聖誕節遭東城會消滅（這次事件的生存者有金大津（キム・デジン）、池頻敏（ジ・ヨンミン）、朴會宗（パク・フェジョン）等三人），此後就沒有任何活動。這次他們所引起的騷動就是為了要向東城會復仇，並且與有著同樣目的鄉龍會及千石組一起聯手侵略神室町。
神室町
這次以東京為舞台的街道。從前作開始繼續登場。其模樣會讓人想到歌舞伎町，裡面有稱為「劇場前」等地名，還設置著類似於實際的歌舞伎町正面入口的招牌。
蒼天堀
以大阪為舞台的街道。其模樣會讓人想到道頓堀。かに道楽和づぼらや等名店也會在這個街道中登場。但是著名的固利果看板並沒有出現。閒話一句，在這個城市遭遇戰鬥時，桐生將敵人從橋上丟到水上所使用的極道技名稱為「蒼天堀dive」。
新星町
另一個以大阪舞台為原型的街道。從原來通天閣塔下的場景，會讓人想到是以新世界為原型所創作出來。原本會出現作為該處象徵物的比利肯像，但在《極2》中被刪去。

## 工作人員
- 名越稔洋 - 綜合製作人
- 菊池正義 - 製作人
- 植田隆太 - 導演
- 横山昌義 - 劇本・指導
- 佐藤大輔 - 設計監督
- 樋口雄一 - 姿勢指導
- 折原純 - 動作指導
- 馳星周 - 劇本監修
- クレイジーケンバンド - 樂曲提供
- 坂本英城 - 樂曲制作
- ノイジークローク - 音效指導

## 評價
| 汇总媒体   | 得分   |
| ---------- | ------ |
| Metacritic | 77/100 |

| 媒体      | 得分     |
| --------- | -------- |
| 1UP.com   | B+       |
| Eurogamer | 8 / 10   |
| GameFan   | 很好     |
| GameSpot  | 7.5 / 10 |
| GameZone  | 8.5 / 10 |
| IGN       | 8.5 / 10 |
| Fami通    | 38 / 40  |
| GameDaily | 8 / 10   |

本作延续了上一作的好评，Fami通给出38/40的分数，相比前作提升1分。在评分网站Metacritic上为77/100。

## HD移植版
《人中之龍2 HD》為SEGA發售的高解析度及高幀數化的移植版合集《人中之龍1&2 HD》中的作品。劇情與cv都不變，修正部分內容。

於2012年11月1日在PlayStation 3發售。於2013年8月8日在Wii U發售。

### 改进
- 修正PS2版本的BUG并調整了一些機制。

- PS3版本支援安裝至硬碟，讓所有讀取時間改善很多。

- 強化場景動畫不會在劇情發生時褪色。

- 再多處新增電話亭讓玩家可以方便存檔，並新增可在電話亭整理道具。

- 支援獎盃功能。

- 吃過的食物在菜單上會加上「記號」。

- PS3版解析度為720p，FPS為30fps。

## 人中之龍 極2
《人中之龍 極2 》（りゅうがごとく きわみ 2）為世嘉於2017年12月7日於PlayStation 4發售的遊戲軟體。發售日期與11年前人中之龍2的發售日相同，並搶先在台灣PSN上公布相關訊息。。
2019年4月11日宣布，在2019年5月9日正式登陆Steam，並推出DLC組合包，把之前的所有追加物品統一整合，字幕只支援英文和日文，並額外新增自動存檔功能。這也是人中之龍系列第三個登入PC的作品。2019年11月15日宣布，将于2020年7月30日推出Xbox One與Windows 10版本。2025年7月31日宣布，將於2025年11月13日登陸Nintendo Switch 2平台。

### 改良與新增内容
本作沿用《人中之龍6》所使用的當時最新的「龍引擎」，改善當時6代的缺點後，重新打造遊戲引擊與畫面。這也是本作第二次使用「龍引擎」系統。
整體有參考《人中之龍5》的系統基礎，所以這代也能夠撿起地上的武器然後收入到道具欄中。
劇情大致上都不變，並優化所有戰鬥場景跟地圖打鬥等。
本作的地圖除了神室町外，還有全新的蒼天窟，但將當時原版中收錄的新星町地圖移除。
同時對遊戲要素做出多種強化，並帶來更豐富的遊樂場所及支線故事。並且也發售繁體中文版及韓語版。。
戰鬥方面，由於6代當時的戰鬥不完善，因此極2中進行強化。例如6代中，在一般狀態沒有的倒地追加極與熱血動作，都在這代回歸並且加強，究極熱血模式也大幅強化，改變熱血狀態的攻擊模式，並且調整或新增一些招式。然後熱血模式中也有霸體的效果，不會因為受到重擊而中斷，但要完成一系列的任務等才會得到這些技能
這代的部分招式首次放在要完成相關的小遊戲或支線才能獲得，例如鬥祭場、保鑣任務、徘迴頭目、醫院針灸或是亞門系列等等
這代的亞門系列與原版一樣的是，必須要依序打個亞門，亞門三兄弟的攻擊方式跟原版2代一樣，一也、次郎與三吾登場，並做為打亞門丈之前，逐一在不同的地點碰到與打敗後，最後在是打亞門丈，然後跟亞門丈的戰鬥地點從碼頭改到千喜塔內部，然後攻擊方式與武器也做了很大的變化，讓玩家體驗不同的亞門風格攻擊。
這代除了保留6代的防具之外，並把武器系列也回歸，並且也新增一些新的裝備與武器等。
在6代沒有出現的鬥技場，在極2也正式回歸。
在這代也能進行拍照與戰鬥可破壞部分商店。
其他特別遊戲方面，新增保鑣任務與打倒徘徊頭目任務，讓一些玩家喜歡戰鬥得爽感，並在這個任務系列，完成一些任務可以得到高級物品與招式等。
小遊戲方面新增高爾夫球與遙的好感和花牌與株牌和21點等，也有之前的棒球和麻將等等的。
在《6》的幫派創造者加以改良變成的「真島建設保衛戰」，值得一提的是，如果你有買額外dlc道具，可以買到更強的SSR卡片，然後完成一系列的支線任務，可以拿到很多種不同的卡等等的。並在這邊請了5位當紅摔角選手武藤敬司、蝶野正洋、長州力，天龍源一郎、藤波辰爾。他們會做為每一關的關主等，打敗後可以加入，然後全破之後，會有6代當時的小酒館聊天系統，有兩個故事，可以聽聽他們近期發生什麼有趣的事情。
這代沒有酒店小姐的任務，但有將《人中之龍0 誓言的場所》的風化島加以改良的「新・風化島」，玩家可以在這邊可以賺取金錢，除了大家熟悉的玩法外，也有新增幾個不同有趣的玩法，然後0代的角色雪紀也會再度登場，然後雪紀是鑽石小姐，並請了5位av女優，桃乃木香奈、AIKA、高橋聖子、三上悠亞(這是第二次參加人中之龍極2的遊戲，第一個是人中之龍6)與明日花綺羅，和自創的新人的小雪，在這裏面是白金小姐，想要得到這些很強小姐與公關俱樂部從最小到最強，就要完成風化島一系列的主線任務，除此之外你可以跟公關小姐有一系列的培養感情和提升技能數據與最後的支線任務等地。
這代新增一邊與女孩子對話一邊進行寫真攝影的「寫真偶像攝影工作室」，並特別請青山光，橋本梨菜等2名寫真偶像，隨著慢慢下去，會有一些福利寫真影片，然後可以無限觀看。
遊戲中心裡面也能遊玩初代《電腦戰機》、《觀瀑樂園》等新遊戲與夾娃娃機等。
本遊戲特別追加真島吾朗的故事，由古田剛志與堀井亮佑兩人製作，故事點發生在本篇極2故事本體前的額外小故事，把0代的真島篇女主角的牧村實的故事做為一個完結，並且介紹當時故事本體為甚麼會退出東城會與開創神室釘hills的來源，並能操作他進行遊玩。這也是繼《人中之龍 Of the End》和《人中之龍0 誓言的場所》之後，第三次可以控制該角色。
該遊戲中的部分角色狹山薰、新藤浩二、倉橋涉、別所勉、高島遼改由久川綾、影山貴広、木下鳳華、木村祐一以及白竜等聲優與演員配音。
至於木下鳳華、木村祐一以及白竜三位角色連同瓦次郎的面貌，則以配音的演員長相為原型而重新製作。

### 歌曲
- 主題曲：SiM「A」
- 片尾曲：SiM「The Sound Of Breath」

## 備註
1. ↑  .   [2018-01-18]. （原始内容存档于2020-09-27）.
2. ↑  .   [2018-01-30]. （原始内容存档于2020-10-24）.
3. ↑  . Metacritic. 2008-09-09  [2016-06-26]. （原始内容存档于2012-08-01）.
4. ↑  Nguyen, Thierry. . 1UP.com. 2008-09-17  [2012-07-07]. （原始内容存档于2012-08-01）.
5. ↑  Reed, Kristan. . Eurogamer.net. 2008-09-19  [2012-07-07]. （原始内容存档于2012-08-01）.
6. ↑  . Diehard GameFAN. 2008-09-25  [2012-07-07]. （原始内容存档于2012-08-01）.
7. ↑  Petit, Carolyn. . GameSpot.com. 2008-09-22  [2012-07-07]. （原始内容存档于2011-10-17）.
8. ↑   的存檔，存档日期2010-03-26.
9. ↑  Bishop, Sam. . Ps2.ign.com.   [2012-07-07]. （原始内容存档于2012-08-01）.
10. ↑   的存檔，存档日期2006-12-10.
11. ↑  Mitchell, Richard. . Gamedaily.com.   [2012-07-07]. （原始内容存档于2008-09-21）.
12. ↑  . 巴哈姆特.   [2017-08-25]. （原始内容存档于2019-04-03）.
13. ↑  . 巴哈姆特.   [2017-08-26]. （原始内容存档于2019-04-03）.
14. ↑  . Fami通. 2017-10-20  [2017-10-26]. （原始内容存档于2023-05-21）.
15. ↑  . Fami通. 2017-10-13  [2017-10-14]. （原始内容存档于2023-05-21）.

## 外部連結
- 人中之龍2 PS2版官網 （页面存档备份，存于）
- 人中之龍 極2 日文官網 （页面存档备份，存于）
- 人中之龍 極2 中文官網 （页面存档备份，存于）